# Naumiwka (rejon koriukowski)
Naumiwka (ukr. Наумівка) – wieś na Ukrainie, w obwodzie czernihowskim, w rejonie koriukowskim. W 2001 liczyła 1423 mieszkańców, spośród których 1395 wskazało jako ojczysty język ukraiński, 27 rosyjski, a 1 inny.